# Unreal
Unreal är ett FPS-datorspel utvecklat av Epic Games som släpptes maj 1998 av GT Interactive. Unreal använde sig grafiskt av spelmotorn Unreal Engine vilken hade utvecklats under tre år. Sedan spelet släpptes, har det fått flera uppföljare och expansionspaket.

## Handling
Man börjar spelet som fånge 849, en av få överlevande på fångtransporten Vortex Rikers, vilken har störtat nära en ravin på planeten Na Pali. Invånarna på planeten, kallade Nali, har blivit underkuvade en mängd främmande raser, till största delen består av rasen Skaarj. Skaarjs låter döda alla på skeppet, fast missar spelaren och ens mål senare i spelet blir att förstöra deras moderskepp och fly planeten.